# Aeroportul Lausanne
Aeroportul Lausanne (IATA: QLS, ICAO: LSGL) este un aeroport din Lausanne, Bezirk Lausanne⁠(d), Cantonul Vaud, Elveția ce deservește zona Lausanne. A fost deschis în 1919 și numit după zona deservită.
Situat la o altitudine de 622,0968 m, aeroportul dispune de 1 pistă.

## Infrastructură

### Piste
Aeroportul dispune de o singură pistă. Pista 18/36 are suprafața de asfalt și dimensiunile 875 m × 23 m. 